# Ray Bellm
Raymond Bellm, född den 20 maj 1950 i New Malden, London är en brittisk racerförare.
Bellm tävlade i historisk racing i början av 1980-talet innan han började köra för Gordon Spice. Tillsammans grundade de Spice Engineering och vann C2-klassen i sportvagns-VM tre säsonger. I början av 1990-talet gick Bellm vidare till British Touring Car Championship och senare BPR Global GT Series.
Bellm var ordförande i British Racing Drivers' Club i mitten av 2000-talet.